# María Séiquer Gayá
María Séiquer Gayá (Murcia, 12 de abril de 1891 - 17 de julio de 1975) fue una monja católica española.

## Biografía
Educada en las religiosas de Jesús María, contrae matrimonio con el médico D. Ángel Romero Elorriaga, junto a quien ayuda a pobres y gente más necesitada.
Tras el asesinato de su marido, en 1936, siente la vocación y se dedica a la vida religiosa y funda en "Villa Pilar" Santo Ángel (Murcia) el 13 de septiembre de 1939, junto con Madre Amalia Martín de la Escalera, el Instituto de Hermanas Apostólicas de Cristo Crucificado, que hoy está presente en siete países y fue aprobada el 7 de enero de 1975 por el Papa Pablo VI.
Por sus actos en vida es conocida por muchos como la mujer del amor y el perdón. Tras una penosa enfermedad, muere el 17 de julio de 1975. El 4 de febrero de 1989 se abre su proceso de canonización y, actualmente, está a la espera de la realización de algún milagro.
En diciembre de 2014 el Papa Francisco aprobó sus virtudes heroicas por lo que es nombrada Venerable Madre María Séiquer.